# Stane Krstulović
Stane Krstulović (17. lipnja 1929. – 14. travnja 2012.) istaknuto je ime splitskoga nogometa 50-ih godina prošlog stoljeća. 

## Klupska karijera

### Juniorska karijera
Godine 1948. nakon jedne utakmice njegove Realne gimnazije protiv Klasične gimnazije, prišao mu je već tada legendarni igrač Hajduka Frane Matošić i pozvao ga da dođe u Hajduka na trening juniora. Pristupivši Hajduku, Stane je odmah ušao u prvu juniorsku momčad. Te godine Hajdukovi juniori su postali prvaci Hrvatske odigravši 10 susreta i postigavši svih 10 pobjeda. Osim Krstulovića, u toj momčadi su još igrali i Beara, Geza Šenauer, Biće Mladinić, Zdravko Juričko i drugi. 

### NK Hajduk
Stane Krstulović prvotimac Hajduka postaje s nepunih 20 godina, u sezoni 1948./49., točnije 15. svibnja 1949. U Splitu je u prvenstvenoj utakmici gostovala Ponziana iz Trsta. Hajduk je pobijedio s 5:1. Stane je dao svoj prvi gol za Hajduka u 71. minuti, na svojoj prvoj utakmici u seniorskom sastavu.

S Hajdukom je osvojio tri titule prvaka Jugoslavije: 1950., 1952. i 1955. godine. Posebnu ulogu i doprinos u osvajanju jedne od titula odigrao je na presudnoj utakmici za titulu prvaka 1952. godine. Hajduk je svojevrsnom "play offu" gostovao u Zagrebu i igrao protiv Lokomotive. Pobjedom 4:2 - Hajduk je postao prvak, a Stane Krstulović je na toj utakmici postigao tri gola.

U momčadi Hajduka igrao je do 1958. godine nastupivši na 305 utakmica i postigavši 119 golova. Nositelj je i zlatne kapetanske trake Hajduka.
Statistika u Hajduku
| Natjecanje        | Nastupi | Zgoditci |
| ----------------- | ------- | -------- |
| Prvenstvo         | 130     | 25       |
| Kup               | 21      | 10       |
| Superkup          | 0       | 0        |
| Međunarodne       | 0       | 0        |
| Splitski podsavez | 0       | 0        |
| Ukupno            | 151     | 35       |
| Prijateljske      | 154     | 84       |
| Sveukupno         | 305     | 119      |

### RNK Split
Na zalasku karijere, prelazi u drugi splitski klub - Split, od 1958. do 1961., kada je izboren ulazak u Prvu saveznu ligu, a nakon ispadanja iz Prve lige završava igračku karijeru i zatim nakratko preuzima trenersku palicu "Splita".

## Reprezentativna karijera
Nastupio je jedan put i postigao jedan gol za hrvatsku nogometnu reprezentaciju i to u Zagrebu, protiv Indonezije (5-2), 12. rujna 1956. Bila je to jedina međunarodna utakmica koju je hrvatska reprezentacija odigrala u vrijeme dok je bila sastavni dio Jugoslavije.
Za jugoslavensku A–reprezentaciju nije nikada nastupao, iako je bio na klupi za pričuve 10-ak puta, dok je za B–sastav i studentsku reprezentaciju odigrao po dva susreta.

## Smrt
Stane Krstulović poginuo je u 83. godini života u prometnoj nesreći u subotu oko 23 splitskom kvartu Meje, kada je izgubio kontrolu nad svojim Fiatom, izletio s ceste i udario u parkirani Renault.